# 美國敵對國家制裁法
美國敵對國家制裁法（英語：Countering America's Adversaries Through Sanctions Act）是對伊朗、北韓和俄羅斯實施制裁的美國聯邦法。法案在第115屆美国参议院以98:2通過。2017年8月2日，美國總統唐納德·川普簽署了有關法律，同時發表了兩份聲明，他認為該法充滿「嚴重缺陷」。

## 概念
关于此法，法律专家认为这是美国应用的政策工具—「二级制裁」（secondary sanctions），如外国公司或实体与制裁对象交易，也会受到美国政府引用本法进行制裁。
大西洋理事会客座研究员布莱恩·奥图尔对此解释道：
如果与受制裁对象有生意往来的外国公司是在协助该制裁对象躲避制裁，那么这家外国实体通常也会成为被制裁的对象。二级制裁的情形通常是指不管是否存在这类‘恶劣行为’，如果你与制裁对象做任何交易，而且易是重大的，我们就可以施加制裁。

## 審議通過
2017年6月15日，美國參議院以98票贊成，2票反對通過該法案（對伊朗潛在制裁法案的修正案），該法案源於當年1月由一個共和民主兩黨參議員小組共同提出的一項法案，此法案針對俄羅斯持續捲入烏克蘭和敘利亞的內戰及干涉2016年美國大選的行為。該法案旨在擴大此前由美國總統頒佈的行政命令下針對俄羅斯的懲罰措施，並將其轉化為正式法律。參議院的這項法案納入了2017年5月由參議員班·卡定提出的《抗擊俄羅斯在歐洲和歐亞大陸的影響力法》（Countering Russian Influence in Europe and Eurasia Act）條款。
2017年7月12日，民主黨人在美國眾議院提出了相同的法案。儘管該法案的文本與參議院6月15日通過的法案相比沒有變化，但其標題為避免規程問題而加上「眾議院立法」（House legislation）字樣。7月25日，眾議院以419票對3票通過了這項法案，當中已針對唐納·川普政府所關注的條文內容而就其有所修改。7月27日，該法案在參議院以絕大比數通過。

## 實際應用
2018年9月，由于从俄罗斯购买武器，美国国务院依据该法宣布制裁中华人民共和国的中央军事委员会装备发展部及其部长李尚福。
2020年12月，北约成员国土耳其继续向俄罗斯购买S-400防空导弹系统。12月14日，美国总统特郎普使用该法制裁土耳其，欧盟也在早前11日也以天然气问题制裁土耳其。
2022年3月，美国海关和边境保护局以侵犯人权为由宣布，中国一家运动用品企业聘用朝鲜劳工，援引该法制裁李宁公司。

## 外部連結
- 法案全文 （页面存档备份，存于）
- Miller, Greg; Jaffe, Greg; Rucker, Philip (December 14, 2017). "Doubting the intelligence, Trump pursues Putin and leaves a Russian threat unchecked." （页面存档备份，存于） The Washington Post.